# This Is Why
This Is Why — шостий студійний альбом американського рок-гурту Paramore, представлений 10 лютого 2023 року на лейблі Atlantic Records. Це перший альбом колективу за майже шість років після After Laughter, а також перший альбом, який має такий же склад як і його попередник. Альбому передували три сингли: «This Is Why», «The News» та «C'est Comme Ça». Четвертий сингл «Running Out of Time» було представлено вже після виходу альбому. This Is Why отримав загальне схвалення від музичних критиків.

## Список пісень
| #     | Назва                     | Тривалість |
| ----- | ------------------------- | ---------- |
| 1.    | «This Is Why»             | 3:27       |
| 2.    | «The News»                | 3:07       |
| 3.    | «Running Out of Time»     | 3:12       |
| 4.    | «C'est Comme Ça»          | 2:29       |
| 5.    | «Big Man, Little Dignity» | 4:20       |
| 6.    | «You First»               | 4:05       |
| 7.    | «Figure 8»                | 3:24       |
| 8.    | «Liar»                    | 4:21       |
| 9.    | «Crave»                   | 3:55       |
| 10.   | «Thick Skull»             | 3:52       |
| 36:12 |                           |            |

## Позиція в чартах
| Чарт (2023)                                        | Найвища позиція |
| -------------------------------------------------- | --------------- |
| Australian Albums (ARIA)                           | 1               |
| Бельгія Belgian Albums (Ultratop Flanders)         | 12              |
| Бельгія Belgian Albums (Ultratop Wallonia)         | 80              |
| Нідерланди Dutch Albums (MegaCharts)               | 22              |
| Фінляндія Finnish Albums (Suomen virallinen lista) | 20              |
| Франція French Albums (SNEP)                       | 107             |
| Німеччина German Albums (Offizielle Top 100)       | 6               |
| Ірландія Irish Albums (OCC)                        | 2               |
| Japanese Hot Albums (Billboard Japan)              | 100             |
| Japanese Rock Albums (Oricon)                      | 16              |
| Japanese Western Albums (Oricon)                   | 27              |
| Lithuanian Albums (AGATA)                          | 70              |
| New Zealand Albums (RMNZ)                          | 3               |
| Шотландія Scottish Albums (OCC)                    | 1               |
| Швейцарія Swiss Albums (Schweizer Hitparade)       | 32              |
| Велика Британія UK Albums (OCC)                    | 1               |
| US Billboard 200                                   | 2               |

## Історія релізу
| Регіон | Дата           | Формат(и)                                  | Лейбл    | Посилання |
| ------ | -------------- | ------------------------------------------ | -------- | --------- |
| Різні  | 10 лютого 2023 | Касета CD цифрове завантаження стрімінг LP | Atlantic | [ 31 ]    |